# Зиновьев, Валерий Иванович
Валерий Иванович Зиновьев (17 октября 1937— 11 января 1992) — известный советский и российский орнитолог. Автор около 100 научных работ, кандидат биологический наук, доцент.

## Биография
Валерий Иванович Зиновьев родился 17 октября 1937 года в г. Калинине (ныне, Тверь) в семье служащего Ивана Ивановича Зиновьева и домохозяйки Марии Ивановны Зиновьевой (в девичестве, Кирсановой). Страстный охотник, а с 1929 года — преподаватель физкультуры естественно-исторического факультета Калининского государственного педагогического института, Иван Иванович привил Валерию любовь к природе. Сызмальства тот сопровождал его в охотничье-натуралистических вылазках в окрестностях устья р. Тьма; подчас такие маршруты составляли более 40 км. Выработанные в это время навыки вдумчивого охотника и неутомимого ходока Валерий Иванович сохранил до конца своих дней.
Поступив по окончании школы в 1955 году на естественно-географический факультет Калининского госудавственного педагогического института, Валерий Иванович с первого курса зарекомендовал себя как страстный натуралист и человек с активной жизненной позицией. По призыву партии в 1956 году работает на целине. В 1958 году участвует в первой своей большой экспедиции в бассейне нижнего Амура; с одним из отрядов гельминтологической экспедиции АН СССР с 4 июля по 25 сентября 1958 года проделывает большой маршрут от пос. Елабуга на Амуре, через пос. Кондон, Дуки и Горин до с. Троицкое на Амуре. В ходе маршрута им отмечены 127 видов птиц, из которых 106 отстреляны. Общее число добытых Валерием Ивановичем в этой экспедиции птиц переваливает за 1000 особей. Результаты исследований В. И. Зиновьев под руководством Л. В. Шапошникова и О. В. Головина докладывает, как на институтской, так и на всесоюзной конференциях (Зиновьев, 1959а, б; Зиновьев, Березина, 1959), получив Диплом первой степени за работу «О птицах низовий Амура». В годы учёбы Валерий Иванович неоднократно награждается дипломами за активное участие в Научном студенческом обществе, вступает в Московское общество испытателей природы (1959), в трудах которого вскоре публикует расширенные исследования по птицам низовий Амура (Зиновьев, 1960). По окончании в 1960 году КГПИ Валерий Иванович поступает в аспирантуру под руководством Л. В. Шапошникова. В этом же году он призывается в ряды Советской армии, где в течение двух лет служит в Центральном архиве Министерства обороны СССР в г. Подольск. Во время службы Валерий Иванович зарекомендовал себя не только как хороший солдат и спортсмен (третий разряд по настольному теннису, спортивный судья III категории по легкой атлетике), но также как исследователь. В его фотоальбоме за этот период есть фотографии с животными, найденными и выслеженными в ходе службы. Он не перестает переписываться с коллегами, в числе которых Всеволод Дмитриевич Яхонтов, дружба с которым завязалась на Дальнем Востоке. В письмах коллеги желают Валерию Ивановичу скорейшего окончания службы и возвращению к исследованиям, что он и делает по окончании службы в 1962 году, поступая на работу в качестве ассистента на кафедру зоологии КГПИ. Занимаясь по традиции не только фаунистикой, но также гельминтофауной птиц, В. И. Зиновьев начинает исследования на Иваньковском водохранилище, относительно молодом водоеме, сукцессионные процессы на котором вызывают особый интерес. На протяжении 7 лет каждый полевой сезон он днюет и ночует на водохранилище, не расстается с биноклем, ружьем и моторной лодкой. Им собраны данные по динамике численности (Зиновьев, 1964а, 1969а, б) и гельминтофауне водоплавающих птиц водохранилища (Зиновьев, 1968). В эти годы им описаны два новых вида трематод (Зиновьев, 1969в, г). Не забывает он и материалы, собранные на Дальнем Востоке (Зиновьев, 1964б). Обширные данные, собранные Валерием Ивановичем на Иваньковском водохранилище, легли в основу диссертационного исследования, успешно защищенного в Диссертационном совете Московского государственного педагогического института им. В. И. Ленина (Зиновьев, 1970а). Расширенные материалы диссертации публикуются в различных научных журналах, представляются на конференциях (Зиновьев, 1970б, в, г, 1971а, б, в, г).
В 1971/1972 годах Валерий Иванович с несколькими своими студентами участвует в учетах численности и размещения водоплавающих птиц, зимующих на побережье Каспия (Кривоносов и др., 1972; Орлов, Зиновьев, 1973; Зиновьев, Орлов, 1975, 1977). Работы позволили выработать рекомендации не только для сохранения птиц, терпящих бедствие в холодные зимы, но также для задержки большего числа водоплавающих на зимовке внутри страны в обычные по суровости зимы.
Не переставая обрабатывать материалы по Иваньковскому водохранилищу и Дальнему Востоку (Зиновьев, 1973а, б, в, 1974а, б, в), Валерий Иванович обращается к тематике, которая будет занимать его до конца жизни — птицам Калининской (Тверской) области и сопредельных регионов (так называемая «лесная зона Европейской части СССР»). Продолжая в этом смысле исследования предшественников, В. Л. Бианки и А. В. Третьякова, а также своих учителей, М. Г. Сорокина и Л. В. Шапошникова, Валерий Иванович вскоре занимает на этом поприще заслуженную позицию лидера. Начиная с обобщения раннее накопленных данных и дополнений к списку видов Калининской (Тверской) области (Зиновьев, Сорокин, 1974; Зиновьев, Шапошников, 1978), собранных в том числе с участием дипломников (Виноградов, Зиновьев, 1979; Зиновьев, Беляков, 1979а), в 1979 году Валерий Иванович начинает серию обзорных работ по биологии и экологии птиц лесной зоны Европейской части СССР (Зиновьев, Беляков, 1979б). Эта грандиозная работа, законченная им в 1991 году, незадолго до кончины, потребовала колоссальной работы с источниками, подчас труднодоступным, а также обширных оригинальных исследований. В результате вышло 12 публикаций этой серии разного объёма (Зиновьев, Беляков, 1979б; Зиновьев, 1980а, б, 1981а, б, 1982, 1983, 1985а, 1986а, 1990а, 1991; Зиновьев, Зиновьев, 1988).
Научную деятельность Валерий Иванович гармонично сочетает с преподавательской и административной. Многие поколения студентов с теплотой вспоминают курс «Теории эволюции» или «Дарвинизма», который он преподавал. Мягкий, вкрадчивый голос и невероятная эрудиция привлекали к нему учащихся. Незабываемы были полевые практики; как летние, так и зимние. Валерий Иванович был одним из сотрудников, «нашедших» место под ныне существующую полевую базу Тверского государственного университета в д. Ферязкино Калининского района Тверской области. Именно здесь, на берегах р. Шоша, при активном участии студентов, развернулись обширные исследования по биологии и экологии птиц Тверской области; материалы этих исследований вошли в серию о птицах лесной зоны Европейской части СССР.
Продолжая заниматься фауной, биологией и экологией птиц региона (Зиновьев, 1980в, г, 1981в, г, 1982б; Зиновьев и др., 1981; Керданов и др., 1981), Валерий Иванович не забывает о популяризации полученных результатов. Помимо многочисленных региональных конференций, он принимает участие в эпохальном для советской орнитологии событии, XVIII Международном орнитологическом конгрессе, проходившем с 1 по 3 июля 1982 года в г. Москва. Здесь завязываются знакомства с иностранными коллегами — ведущими орнитологами мира; неоднократно впоследствии Валерий Иванович обращается к ним за сравнительными данными в области фаунистики и биологии птиц Европы. Зарубежные контакты выражаются в признании работ В. И. Зиновьева на мировом уровне; председатель Тверского отделения МОИП с 1971 г. и член Правления Всесоюзного общества орнитологов с 1983 года, Валерий Иванович был избран членом уважаемого научного общества «Сигма-Кси» (США, 1990).
С 1972 года по 1991 год Валерий Иванович Зиновьев возглавляет кафедру зоологии химико-биолого-географического факультета Калининского (Тверского) государственного университета. Умелое администрирование, включающее регулярные поездки студентов в экспедиции, организацию многолетнего мониторинга на водно-болотном угодии федерального значения «Озеро Верестово» (Зиновьев, Орлова, 1983, 1986), сочетается с научной работой по нескольким направлениям. Помимо систематизации материала в рамках уже упомянутых исследований по птицам лесной зоны Европейской части СССР, В. И. Зиновьев занимается с учениками и коллегами изучением редких видов птиц региона (Зиновьев и др., 1983, 1989, 1990а, б; Керданов, Зиновьев, 1984, 1986; Зиновьев, Михлин, 1986), продолжает сбор и обработку материалов по птицам водно-болотных угодий, в том числе, по их синантропизации (Зиновьев, 1984а, б, 1986б, 1990г; Зиновьев и др., 1986; Виноградов и др., 1988; Зиновьев, Николаев, 1987, 1988, 1995; Логинов, Зиновьев, 1988), касается распределения и биологии ряда других групп птиц (Зиновьев, 1986в, 1988; Зиновьев, Зиновьев, 1987, 1990б, 1992; Зиновьев, Логинов, 1987; Зиновьев, Воробьев, 1988; Данилкин, Зиновьев, 1990; Зиновьев и др., 1992).
Особое внимание в последние годы Валерий Иванович уделяет случаям, когда изменения, внесенные человеком, приводят к обогащению растительного и животного населения территорий. В полной мере это относится к Тверским полям фильтрации в окр. пос. Дмитрово-Черкассы, образованным в 1960 году на месте заболоченного сосняка. Практически с момента их образования Валерий Иванович в одиночку, со студентами, а затем и с сыном, Андреем Валерьевичем Зиновьевым, осуществлял наблюдения на указанной территории. Эти наблюдения, носившие характер мониторинга, выразились в серии публикаций, отражающих динамику и характер птичьего населения полей фильтрации в ходе сукцессионных изменений на протяжении около 50 лет (Зиновьев, Зиновьев, 1989, 2006; Зиновьев, 1990в).
Валерий Иванович Зиновьев был не только ученым, но и популяризатором науки. Его частые выступления на страницах газет и по радио не оставались незамеченными. Его перу принадлежит ряд очерков о природе Тверского края (Зиновьев, Евлампиева, 1980; Зиновьев и др., 1990в; Щербаков и др., 1991). Даже поездка в Крым в санаторий оказалась продуктивной; Валерием Ивановичем опубликован очерк о распространении крымской жужелицы (Зиновьев, 1992).
Несмотря на то, что безвременная кончина вырвала Валерия Ивановича из рядов российских орнитологов, его наследие продолжает жить в его трудах и учениках. Капитальные пособия по птицам лесной зоны Европейской части СССР служат отправной точкой для работ по инвентаризации фауны региона. Его ученики развивают и расширяют заданные учителем направления (Виноградов А. А., Зиновьев А. В., Керданов Д. А., Кошелев Д. В., Логинов С. Б., Николаев В. И.). Труднодоступные статьи Валерия Ивановича находят новую жизнь (Зиновьев, 2009; Зиновьев, Зиновьев, 2016; Зиновьев и др., 2016а, б), как и материалы, которые автор не успел опубликовать при жизни (Зиновьев, Николаев, 1995; Зиновьев и др., 1995; Зиновьев, 2017).
Его памяти в 2018 году был посвящён Первый всероссийский орнитологический конгресс.

## Публикации
Виноградов А. А., Демиховская А. В., Зиновьев А. В., Зиновьев В. И., Кравчук Е. В., Логинов С. Б., Пэрн Д. Э., Макаров К. Е., Смирнова С. А. 1988. О зимовке крякв в г. Калинине // Животный мир лесной зоны европейской части СССР. Калинин: КГУ. С. 24-26.
Виноградов А. А., Зиновьев В. И. 1979. Совместное гнездование озерной и малой чаек и чёрной крачки / Тезисы Всесоюзной конференции молодых ученых «Экология гнездования птиц и методы её изучения». Самаркандский гос. ун-т. Самарканд: Изд-во СКИЦ. С. 44-45.
Данилкин А. Ю., Зиновьев В. И. 1990. Влияние клестов-еловиков на урожай ели // Фауна и экология животных. Сборник научных трудов. Тверь: ТвГУ. С. 105—107.
Зиновьев А. В., Зиновьев В. И. 2006. Орнитофауна Тверских полей фильтрации // Вестник Тверского Государственного Университета. Серия: Биология и экология. Т. 22. № 5. С. 79-85.
Зиновьев В. И. 1959а. О птицах низовьев Амура / Тезисы докладов. Научная конференция студентов. Калинин: КГПИ. С. 7-9.
Зиновьев В. И. 1959б. О птицах низовьев Амура / Тез. докл. 2-й Всесоюзн. орнитол. конф. М. Т. 3. С. 84-85.
Зиновьев В. И. 1960. Об орнитофауне низовий Амура // Научн. труды Калининск. отд. МОИП. М.: Наука. Т. 2. С. 41-50.
Зиновьев В. И. 1964а. Некоторые закономерности динамики численности водоплавающих птиц искусственных водохранилищ на примере Московского моря / Материалы 2-й научной конференции зоологов педагогических институтов РСФСР. Краснодар. Краснодарский гос. пед. ин-т. С. 160—161.
Зиновьев В. И. 1964б. К гельминтофауне врановых птиц Дальнего Востока // Ученые записки Калининского государственного пединститута, каф. зоологии. Калинин: Изд-во Калининского пед. ин-та. Т. 31. С. 293—306.
Зиновьев В. И. 1968. О гельминтофауне некоторых пластинчатоклювых Иваньковского водохранилища / Материалы Второй научно-технической конференции ученых и специалистов высших учебных заведений, научно-исследовательских институтов и предприятий г. Калинина. Калинин: Кал. обл. тип. С. 60-61.
Зиновьев В. И. 1969а. Кряква (Anas platyrhynchos) Иваньковского водохранилища // Уч. записки Калининск. пед. ин-та, кафедра зоологии. Калинин: КГПИ. Т. 67. С. 16-42.
Зиновьев В. И. 1969б. Пластинчатоклювые Иваньковского водохранилища // Уч. записки Калининск. пед. ин-та, кафедра зоологии. Калинин: Изд-во КГПИ. Т. 67. С. 3-15.
Зиновьев В. И. 1969в. Euparphium gracilis sp. nov. новая трематода из гаршнепа // Уч. записки Калининск. пед. ин-та, кафедра зоологии. Калинин: Изв-во КГПИ. Т. 67. С. 43-46.
Зиновьев В. И. 1969 г. Новый вид трематоды рода Leucochloridiomorpha Gaver, 1935 // Уч. записки Калининск. пед. ин-та, кафедра зоологии. Калинин: Изд-во КГПИ. Т. 67. С. 47-49.
Зиновьев В. И. 1970а. Гусеобразные Иваньковского водохранилища (фенология, питание, гельминтофауна, гнездование, динамика численности, биотехния). Автореферат диссертации на соискание ученой степени кандидата биологических наук. М.: МГПИ. 22 с.
Зиновьев В. И. 1970б. Материалы по экологии бекаса Иваньковского водохранилища / Материалы межвузовской научной конференции по вопросам изучения влияния водохранилищ на природу и хозяйство окружающих территорий. Калинин: Кал. обл. тип. С. 212—213.
Зиновьев В. И. 1970в. О формировании фауны водоплавающих и болотных птиц Иваньковского водохранилища / Материалы межвузовской научной конференции по вопросам изучения влияния водохранилищ на природу и хозяйство окружающих территорий. Калинин: Кал. обл. тип. С. 210—211.
Зиновьев В. И. 1970 г. Чирок-трескунок Иваньковского водохранилища / Материалы IV Научной конференции зоологов педагогических ин-тов. Горький. С. 344—345.
Зиновьев В. И. 1971а. К гельминтофауне куликов подсемейства Scolopacinae // Ученые записки Калининского государственного пединститута, каф. зоологии. Калинин: КГУ. Т. 89. С. 16-25.
Зиновьев В. И. 1971б. К динамике численности водоплавающих птиц на Иваньковском водохранилище // Доклады МОИП. Зоология и ботаника, 1967—1968 гг. М.: Наука. С. 162—163.
Зиновьев В. И. 1971в. Материалы по гельминтофауне чибиса (Vanellus vanellus L.) Иваньковского водохранилища // Ученые записки Калининского государственного пединститута, каф. зоологии. Калинин: КГУ. Т. 89. С. 8-15.
Зиновьев В. И. 1971 г. Пластинчатоклювые Иваньковского водохранилища // Доклады МОИП. Зоология и ботаника, 1967—1968 гг. М.: Наука. С. 174—176.
Зиновьев В. И. 1973а. Материалы по биологии гоголя / Материалы научного совещания зоологов педагогических институтов. Владимирский гос. пед. ин-т. Владимир: Изд-во ВГПИ. С. 209—211.
Зиновьев В. И. 1973б. Материалы по экологии чибиса // Сборник «Гельминты и их хозяева». Калинин: КГУ. С. 11-15.
Зиновьев В. И. 1973в. Фауна водоплавающих и болотных птиц Иваньковского водохранилища // Влияние Иваньковского водохранилища на природу и хозяйство прибрежных территорий. Калинин: КГУ. С. 114—120.
Зиновьев В. И. 1974а. Материалы по биологии некоторых пластинчатоклювых Иваньковского водохранилища // Вопросы экологии животных. Калинин: КГУ. С. 19-96.
Зиновьев В. И. 1974б. О распространении чешуйчатого крохаля // Вопросы экологии животных. Калинин: КГУ. С. 17-18.
Зиновьев В. И. 1980а. Птицы лесной зоны Европейской части СССР (Ржанкообразные). Калинин: КГУ. 84 с.
Зиновьев В. И. 1980б. Птицы лесной зоны европейской части СССР. Совообразные // Фауна Нечерноземья, её охрана, воспроизведение и использование. Калинин: КГУ. С. 15-31.
Зиновьев В. И. 1980в. Фенология пролёта беркута, орлана-белохвоста, скопы, сапсана и чёрного аиста в Верхневолжье / Всесоюзная конференция «Сезонная ритмика редких и исчезающих видов растений и животных». Моск. фил. Геогр. общ. СССР. М.: Тип. МИД СССР. С. 124.
Зиновьев В. И. 1981а. Птицы лесной зоны Европейской части СССР (гагарообразные, поганкообразные, веслоногие, фламингообразные) // Фауна Верхневолжья, её охрана и использование. Калинин: КГУ. С. 103—117.
Зиновьев В. И. 1981б. Птицы лесной зоны Европейской части СССР. Журавлеобразные // Влияние антропогенных факторов на структуру и функционирование биогеоценозов. Калинин: КГУ. С. 65-81.
Зиновьев В. И. 1981в. Дополнение к списку видов птиц Калининской области // Сборнике «География и экология наземных позвоночных Нечерноземья (Птицы)». Владимир: Изд-во ВГПИ. С. 3-4.
Зиновьев В. И. 1981 г. Серая цапля в Верхневолжье // Доклады МОИП «Размещение и состояние гнездовий околоводных птиц на территории СССР». М.: Наука. С. 52-53.
Зиновьев В. И. 1982а. Птицы лесной зоны Европейской части СССР. Аистообразные, дрофообразные, голубеобразные, кукушкообразные // Животный мир центра лесной зоны Европейской части СССР. Калинин: КГУ. С. 62-91.
Зиновьев В. И. 1982б. Об экологии и численности некоторых куликов Верхневолжья // Орнитология. Вып. 17. С. 164.
Зиновьев В. И. 1983. Птицы лесной зоны европейской части СССР. Курообразные // Влияние антропогенных факторов на структуру и функционирование экосистем. Калинин: КГУ. С. 28-63.
Зиновьев В. И. 1984а. Водно-болотные угодья и их значение для водоплавающих птиц // Доклады МОИП. Зоология и ботаника. 1983. Новые данные по биогеоценологии, флоре и фауне СССР. М.: Наука. С. 85-86.
Зиновьев В. И. 1984б. Водоплавающие птицы в антропогенном ландшафте / Всесоюзный семинар «Современное состояние ресурсов водоплавающих птиц». Москва. М.: РУ ВНИЭТУСХ. С. 317—319.
Зиновьев В. И. 1985а. Птицы лесной зоны европейской части СССР. Ракшеобразные, дятлообразные, козодоеобразные, стрижеобразные // Влияние антропогенных факторов на структуру и функционирование биогеоценозов. Сборник научных трудов. Калинин: КГУ. С. 80-106.
Зиновьев В. И. 1985б. Пластинчатоклювые птицы лесной зоны: биология, хозяйственное значение: учебное пособие. Калинин: КГУ. 88 с.
Зиновьев В. И. 1986а. Птицы лесной зоны Европейской части СССР. Врановые // Животный мир лесной зоны Европейской части СССР, его охрана и использование. Калинин: КГУ. С. 85-120.
Зиновьев В. И. 1986б. Значение моллюсков в питании утиных Верхневолжья // Доклады МОИП. Зоология и ботаника. 1982. Экологические аспекты изучения и охраны флоры и фауны СССР. М.: Наука. С. 123—124.
Зиновьев В. И. 1986в. Население птиц еловых лесов // Птицы Волжско-Окского междуречья. Владимир: Изд-во ВГПИ. С. 19-25.
Зиновьев В. И. 1987. Об особенностях группового гнездования серой мухоловки в различных ландшафтно-географических условиях // Доклады МОИП. Зоология и ботаника. 1985. Использование и охрана ресурсов флоры и фауны СССР. М.: Наука. С. 113—114.
Зиновьев В. И. 1988. Хищные птицы в городском ландшафте / Материалы. II Всесоюзное совещание по экологии и охране хищных птиц. Ин-т зоологии АН УССР. Киев: Тип. Укр. УГА. С. 12-15.
Зиновьев В. И. 1990а. Птицы лесной зоны европейской части СССР. Славковые. Учебное пособие. Калинин: КГУ. 73 с.
Зиновьев В. И. 1990б. Динамика населения птиц некоторых антропогенных ландшафтов (на примере г. Калинина) // Животный мир лесов, его использование и охрана. М.: Кал. обл. тип. С. 74-78.
Зиновьев В. И. 1990в. Кулики на полях фильтрации г. Калинина // Орнитология. Т. 24. С. 150.
Зиновьев В. И. 1991. Птицы лесной зоны европейской части СССР. Воробьинообразные. Учебное пособие. Тверь: ТвГУ. 158 с.
Зиновьев В. И. 1992. О распространении крымской жужелицы // Фауна и экология животных. Тверь: ТвГУ. С. 109.
Зиновьев В. И. 2009. Чирок-трескунок Anas querquedula Иваньковского водохранилища // Русский Орнитологический Журнал. Т. 18. № 506 Экспресс выпуск. С. 1466—1468.
Зиновьев В. И. 2017. Об опыте привлечения на гнездовье водоплавающих птиц в охотхозяйствах Московского моря // Русский орнитологический журнал. Т. 26. № 1495 экспресс-выпуск. С. 3726-3730.
Зиновьев В. И., Беляков В. В. 1979а. Материалы по экологии птиц семейства соколиных // Охрана природы Верхневолжья. Калинин: КГУ. С. 101—114.
Зиновьев В. И., Беляков В. В. 1979б. Ястребиные птицы лесной зоны Европейской части СССР // Охрана природы Верхневолжья. Калинин: КГУ. С. 51-87.
Зиновьев В. И., Березина Ю. Н. 1959. Гельминтофауна врановых бассейна Нижнего Амура / Тезисы докладов. Научная конференция студентов. Калинин: КГПИ. С. 9.
Зиновьев В. И., Воробьев С. И. 1988. Об особенностях биологии ястреба-тетеревятника и дербника в Кандалакшском заповеднике // Доклады МОИП. Зоология и ботаника. 1986. Новые аспекты исследования биологии флоры и фауны СССР. М.: Наука. С. 74.
Зиновьев В. И., Дементьева С. М., Иноземцев А. А., Смирнов А. В., Сорокин А. С., Томашевский К. Е. 1990в. Под пологом русского леса: Очерки о растительном и животном мире Калининской области. Сост. Зиновьев В. И. М.: Моск. раб. 159 с.
Зиновьев В. И., Евлампиева Н. 1980. Звери и птицы Верхневолжья. Родную природу беречь // Политическая агитация. Т. 9. С. 22-24.
Зиновьев В. И., Зиновьев А. В. 1987. Некоторые материалы по биологии варакушки в Калининской области // Доклады МОИП. 1987. Зоология и ботаника. М.: Наука. С. 78-80.
Зиновьев В. И., Зиновьев А. В. 1988. Птицы лесной зоны Европейской части СССР. Жаворонковые // Животный мир лесной зоны европейской части СССР. Калинин: КГУ. С. 26-37.
Зиновьев В. И., Зиновьев А. В. 1989. Врановые птицы на полях фильтрации // Врановые птицы в естественных и антропогенных ландшафтах. Липецк. Т. II. С. 115.
Зиновьев В. И., Зиновьев А. В. 1992. О величине колоний у некоторых видов птиц // Фауна и экология животных. Тверь: ТвГУ. С. 111—112.
Зиновьев В. И., Измайлов И. В., Сальников Г. М. 1992. Многолетняя динамика населения птиц на постоянных лесных маршрутах в Волжско-Окском междуречье // Сборник научн. трудов. Фауна и экология животных. Тверь: ТвГУ. С. 60-70.
Зиновьев В. И., Керданов Д. А., Зиновьев А. В. 1989. Новые данные о редких видах птиц Калининской области // Доклады МОИП. 1987. Зоология и ботаника. М.: Наука. С. 82-83.
Зиновьев В. И., Керданов Д. А., Зиновьев А. В. 2016а. Новые данные о редких видах птиц Калининской области // Русский орнитологический журнал. Т. 25. № 1306. С. 2450—2451.
Зиновьев В. И., Керданов Д. А., Логинов С. Б., Николаев В. И. 1990а. Редкие виды сов Калининской области // Редкие виды птиц центра Нечерноземья. М.: Изд-во ЦНИЛ Главохоты РСФСР. С. 164—165.
Зиновьев В. И., Керданов Д. А., Николаев В. И. 1990б. Белый аист в Верхневолжье // Аисты: распространение, экология, охрана. Минск: Навука i техніка. С. 94-96.
Зиновьев В. И., Логинов С. Б. 1987. Наблюдения за хищными птицами на Западном Каспии // Доклады МОИП. Зоология и ботаника. 1985. Использование и охрана ресурсов флоры и фауны СССР. М.: Наука. С. 120—122.
Зиновьев В. И., Михеев А. В., Орлов В. И. 1974в. Осенний пролёт птиц в Аграханском заливе // Вопросы экологии животных. Калинин: КГУ. С. 3-13.
Зиновьев В. И., Михлин В. Е. 1986. Редкие птицы Волжско-Окского междуречья // Птицы Волжско-Окского междуречья. Владимир: Изд-во ВГПИ. С. 66-89.
Зиновьев В. И., Молодовский А. В., Зубакин В. А., Белоусов Ю. А., Измайлов А. И. 1981. Размещение и численность озерной чайки в центральных районах Нечерноземья // Распространение и численность озерной чайки. М.: Наука. С. 36-42.
Зиновьев В. И., Николаев В. И. 1987. Авифаунистическая оценка охраняемых болот Верхневолжья / Тезисы всесоюзного совещания «Влияние антропогенной трансформации ландшафта на население наземных позвоночных животных». Москва. М.: Моск. тип. Т. 2. С. 165—166.
Зиновьев В. И., Николаев В. И. 1988. Сравнительная характеристика авифауны восточноприбалтийского и восточноевропейского типов болот / Тезисы. XII Прибалтийская орнитологическая конференция. Паланга. Вильнюс: Изд-во ин-та зоол. и пар. АН ЛитССР. Т. I. С. 82-84.
Зиновьев В. И., Николаев В. И. 1995. Значение водно-болотных угодий Калининской области для околоводных колониальных птиц // Орнитология. Т. 26. С. 183—184.
Зиновьев В. И., Николаев В. И., Керданов Д. А. 1983. Беркут в верховьях Западной Двины / Материалы I Совещания по экологии и охране хищных птиц («Экология и охрана хищных птиц». МГПИ. М.: Наука. С. 116—117.
Зиновьев В. И., Николаев В. И., Керданов Д. А. 1986. Влияние антропогенных факторов на авиафауну верховых болот / Тезисы. Первый съезд Всесоюзного орнитологического общества и IX Всесоюзная орнитологическая конференция «Изучение птиц СССР, их охрана и рациональное использование». ЛГУ. Л.: Изд-во ЛГУ. Т. 1. С. 243—244.
Зиновьев В. И., Николаев В. И., Керданов Д. А. 1995. Материалы по экологии скопы в Тверской области // Орнитология. Т. 26. С. 184—185.
Зиновьев В. И., Николаев В. И., Керданов Д. А. 2016б. Материалы по экологии скопы Pandion haliaetus в Тверской области // Русский орнитологический журнал. Т. 25. № 1309 экспресс-выпуск. С. 2554—2555.
Зиновьев В. И., Орлов В. И. 1975. Зимовка птиц на озере Аггель в 1972—1973 гг. // Вопросы экологии животных. Калинин: КГУ. Вып. 2. С. 11-22.
Зиновьев В. И., Орлов В. И. 1977. Зимовка водоплавающих птиц на водоемах Куро-Араксинской низменности // Ресурсы пернатой дичи побережий Каспия и прилежащих районов (Охрана, использование и изучение). Астрахань: Астраханское отд. Нижн.-Волж. кн. изд. С. 86-88.
Зиновьев В. И., Орлова Е. А. 1980 г. Серый журавль в Верхневолжье / Тезисы докладов Всесоюзного совещания «Комплексное изучение и рациональное использование природных ресурсов». Калининский гос. ун-т. М.: Наука. С. 210.
Зиновьев В. И., Орлова Е. А. 1983. О местах концентрации водных и околоводных птиц в Верхневолжье // Влияние антропогенных факторов на структуру и функционирование экосистем. Калинин: КГУ. С. 63-66.
Зиновьев В. И., Орлова Е. А. 1986. О местах концентрации водных и околоводных птиц в Верхневолжье // Доклады МОИП. Зоология и ботаника. 1982. Экологические аспекты изучения и охраны флоры и фауны СССР. М.: Наука. С. 132—133.
Зиновьев В. И., Сорокин М. Г. 1974 г. К орнитофауне Калининской области // Вопросы экологии животных. Калинин: КГУ. С. 14-16.
Зиновьев В. И., Шапошников Л. В. 1978. Материалы по орнитофауне Калининской области // География и экология наземных позвоночных Нечерноземья (Птицы). Владимир: Изд-во ВГПИ. Вып. 3. С. 40-53.
Керданов Д. А., Зиновьев В. И. 1984. Скопа в Верхневолжье / 4-е совещание орнитологов Волжско-Уральского региона «Отражение достижений орнитологической науки в учебном процессе средних школ и вузов и народном хозяйстве». Пермь: Изд-во ПГПИ. С. 115.
Керданов Д. А., Зиновьев В. И. 1986. Об уникальном месте гнездования редких видов птиц // Доклады МОИП. Зоология и ботаника. 1984. Изучение воздействия биотических и абиотических факторов на флору и фауну СССР. М.: Наука. С. 142—143.
Керданов Д. А., Николаев В. И., Зиновьев В. И. 1981. Новые данные о некоторых редких видах птиц Калининской области // География и экология наземных позвоночных Нечерноземья (Птицы). Владимир: Изд-во ВГПИ. С. 34-37.
Кривоносов Г., Васильев В., Худолеев Ф., Пославский А., Щербина А., Михеев А., Орлов В., Пишванов Ю., Морозкин Н., Панченко В., Радецкий В., Зиновьев В. И. 1972. Трудная зимовка на Каспии // Охота и охотничье хозяйство. № 12. С. 18-19.
Логинов С. Б., Зиновьев В. И. 1988. Об особенностях экологии речной и пестроносой крачек в условиях Астраханского заповедника // Доклады МОИП. Зоология и ботаника. 1986. Новые аспекты исследования биологии флоры и фауны СССР. М.: Наука. С. 74-75.
Орлов В. И., Зиновьев В. И. 1973. Зимовка птиц на озере Сары-Су в 1971—1972 гг. // Гельминты и их хозяева. Калинин: КГУ. С. 16-22.
Щербаков Ю. А., Зиновьев В. И., Сорокин А. С., Шевчук К. А. 1991. Береги природу своего края: Использование и охрана природы Тверской области. Тверь: Тверская обл. тип. 118 с.